# Stina-Britta Melander
Stina-Britta Melander, född 12 juni 1924 i Engelbrekts församling, Stockholm, död 12 november 2010 i Mockfjärds församling, Dalarnas län, var en svensk operasångare (sopran). 

## Biografi
Melander utbildade sig privat innan hon studerade vid Operahögskolan under ett år.
Hon anställdes vid Kungliga teatern 1946 och var tillsammans med Hjördis Schymberg och Margareta Hallin en av Sveriges främsta koloratursopraner. Där gjorde hon 27 roller, bland annat Rosina i Barberaren i Sevilla, Gilda i Rigoletto, och titelrollen i Madame Butterfly. Hon sjöng även titelrollen i Boris Blanchers Rosamunde Floris och Cherubin i Figaros bröllop, trots att den normalt sjungs av mezzosopraner. Melander sjöng även romanser, operettroller och medverkade i oratorier som h-mollmässan, Skapelsen, rekvierna av Mozart, Brahms och Verdi.
Hennes karriär var till stora delar förlagd till Tyskland, där hon medverkade i en rad produktioner för radio och tv. Hon såg själv till att hennes inspelningar givits ut. Melander bodde i tätorten Mockfjärd i Gagnefs kommun, Dalarna. Hon är begravd på Österfärnebo kyrkogård.

## Filmografi
- 1945 – Jagad (sångerska på festen)

## Teater

### Roller i urval
| År   | Roll          | Produktion                                                | Regi             | Teater         |
| ---- | ------------- | --------------------------------------------------------- | ---------------- | -------------- |
| 1942 | Medverkande   | Revytidningen Nya Taggen, revy Staffan Tjerneld           | Per-Axel Branner | Nya Teatern    |
| 1945 | Medverkande   | En glädjande tilldragelse, revy Kar de Mumma              | Leif Amble-Naess | Blancheteatern |
| 1953 | Hope Harcourt | Saken är Oscar P.G. Wodehouse, Guy Bolton och Cole Porter | Georg Funkquist  | Oscarsteatern  |